# Cyphacma
Cyphacma is een geslacht van vlinders van de familie sikkelmotten (Oecophoridae), uit de onderfamilie Oecophorinae.

## Soorten
- C. chalcozela Meyrick, 1915
- C. tragiae Braun, 1943